# Deleni, Constanța
Deleni là một xã ở hạt Constanţa, România.
Deleni tọa lạc về phía nam của Hạt Constanţa, cách thành phố Constanţa 59 km.
Các làng:
- Deleni (tên lịch sử: Ienidja, Enigea hay Enige; tiếng Thổ Nhĩ Kỳ: Yenice)
- Petroşani (tên lịch sử: Chioseler, tiếng Thổ Nhĩ Kỳ: Köseler)
- Pietreni (tên lịch sử: Cocargea, tiếng Thổ Nhĩ Kỳ: Kokarca)
- Şipotele (tên lịch sử: Ghiolpunar, tiếng Thổ Nhĩ Kỳ: Gölpınar)